# KLIMA° vor acht
KLIMA° vor acht e. V. ist ein gemeinnütziger Verein mit Sitz in Singen. Er verfolgt das Ziel, die öffentlich-rechtlichen Sendeanstalten „davon zu überzeugen, wissenschaftlich fundierte Klimaberichterstattung zu produzieren, die täglich zur besten Sendezeit ausgestrahlt wird und so viele Zuschauerinnen und Zuschauer wie möglich erreicht.“ Gegründet wurde der Verein am 7. Oktober 2020.

## Geschichte

### Vorgeschichte
Im Herbst 2019 wurden in den sozialen Medien Forderungen nach einem regelmäßigen Fernsehformat zur Klimakrise laut. Eine Sendung, die wie die Berichterstattung zur Börse „Börse vor Acht“ oder der Wetterbericht „Wetter vor Acht“, zur besten Sendezeit in der Viertelstunde vor 20 Uhr ausgestrahlt wird. Es etablierte sich der Hashtag #KlimaVor8.
Ende 2019 starteten Studentinnen eine Online-Petition mit der Forderung nach einer Sendung „Klima vor Acht“. Die Petition wandte sich an die ARD und sammelte bis November 2021 mehr als 30.000 Unterschriften. Im März 2020 erteilte die ARD-Intendanz den Petentinnen eine Absage.
Im Juni 2020 protestierten Klimaaktivisten der Gruppe Extinction Rebellion in Hamburg beim Norddeutschen Rundfunk (NDR) und vor dem Haus des Spiegel-Verlags für eine bessere Berichterstattung über die Klimakrise. In einem offenen Brief forderten sie, über die Klimakrise und ihre Auswirkungen häufiger zu berichten.

### Der Verein
Mitte 2020 fand sich eine Gruppe von Menschen als Initiative „KLIMA° vor acht“ zusammen. Sie beschlossen der Forderung nach einer Sendung „Klima vor Acht“ durch die Produktion von konkreten Beispielfolgen mehr Ausdruck zu geben. Die Folgen sollten die Entscheider des öffentlich-rechtlichen Rundfunks von der Notwendigkeit und Machbarkeit eines solchen Formats überzeugen.
Die Initiative argumentiert, dass immer mehr Menschen von der weiter fortschreitenden Klimakrise betroffen sind. Berichterstattung, Einordnung und Aufklärung zu diesem Thema in den Fernsehprogrammen seien aber nur unzureichend. Es fehle „eine regelmäßige Berichterstattung zur besten Sendezeit“, wie es sie zum Beispiel im englischsprachigen Fernsehen gäbe.
Zur Realisierung der Produktion startete KLIMA° vor acht im September 2020 eine Crowdfunding-Kampagne. Das Finanzierungsziel von 20.000 Euro wurde in weniger als vier Stunden erreicht und bis zum Ende des Crowdfundings hatte sich die Summe mehr als verdoppelt. Im Zuge dessen gründete die Initiative den gemeinnützigen Verein KLIMA° vor acht e. V. und erweiterte das Team auf mehr als 30 Personen, die alle ehrenamtlich am Projekt mitarbeiten.
Die sechs Pilotfolgen veröffentlichte KLIMA° vor acht als Proof of Concept im April 2021 auf YouTube. Begleitend forderte KLIMA° vor acht die Intendanz der ARD in einem offenen Brief zu einer der Klimakrise angemessenen Berichterstattung auf. Mehr als 20.000 Unterzeichnende, darunter 180 Prominente aus Wissenschaft, Kultur und Medien unterstützten diese Forderung.
Anschließend führte KLIMA° vor acht drei Gespräche mit der ARD-Programmdirektorin Christine Strobl, dem stellvertretenden Programmdirektor Florian Hager sowie ARD-Chefredakteur Oliver Köhr, Geschäftsführer Vorabend Christoph Schmidt und Programmgruppenleiterin Brigitta Mühlenbeck über ein mögliches Format zu Klimathemen in der ARD. Im Juli 2021 erteilte die ARD dem Vorschlag für ein Format wie „Klima vor Acht“ eine Absage.
Seit April 2021 berät KLIMA° vor acht in einer Kooperation den TV-Sender RTL (siehe Kooperation mit RTL) bezüglich dessen neuen Formats „Klima Update“, das zweimal wöchentlich direkt nach den Hauptnachrichten ausgestrahlt wird.
Im September 2021 reichte die Initiative eine Programmbeschwerde beim ZDF-Fernsehrat zu einem ZDF-Beitrag ein. In der Beschwerde wird die Aussage des Leiters der ZDF-Umweltredaktion, Volker Angres, kritisiert: moderne Kohlekraftwerke seien „angewandter Klimaschutz“.
Im November 2021 veröffentlichte KLIMA° vor acht eine Programmauswertung, die zeigt, dass die Anzahl der Sendungen zur Klimakrise nicht das öffentliche Problembewusstsein widerspiegeln.

## Aktivitäten

### Pilotsendungen
KLIMA° vor acht veröffentlichte im April 2021 sechs Pilotfolgen einer möglichen TV-Sendung mit der Klimakrise als Schwerpunkt. Das Format orientierte sich an den Sendungen, die in der Viertelstunde vor der Tagesschau im Ersten laufen. Die Folgen sind aufgeteilt in drei Folgen mit direktem Aktualitätsbezug und drei Hintergrundsendungen. Sie basieren auf dem Konzept des konstruktiven Journalismus.
Die Titel der Sendungen sind:
- Unsere Moore – die besseren Wälder
- Gut gemeint oder gut gemacht? Das Erneuerbare-Energien-Gesetz
- Auf der Kippe: Warum es für das Grönlandeis zu spät sein könnte
- CO₂ macht die Welt grüner: Mythos oder Fakt?
- Die neue Abwrackprämie: Von Politik und Lastern
- Von Zwillingswelten und Klimaklagen: Die Attributionsforschung

### Kooperation mit RTL
Seit April 2021 berät KLIMA° vor acht den TV-Sender RTL bei der Entwicklung eines eigenen Klimaformats „Klima Update“. Das circa zweiminütige Format berichtet zweimal pro Woche direkt nach den Hauptnachrichten rtl aktuell über tagesaktuelle Informationen rund um die Klimakrise. Es wird im Schnitt von 2,5 Millionen Zuschauern gesehen. Die Erstausstrahlung war am 8. Juli 2021.

### Buch: Medien in der Klima-Krise
Im März 2021 kündigte KLIMA° vor acht die Veröffentlichung einer Anthologie „Medien in der Klima-Krise“ an. In dem Buch für Medienschaffende erklären 29 Autoren, warum der Klimawandel eine journalistische Herausforderung ist. Zudem werden Lösungen, Ideen und Erfahrungen vorgestellt, wie Medienschaffende besser in der Krise handeln können. Das Buch ist unter anderem geschrieben von dem Klimatologen Michael E. Mann, der Journalistin Sara Schurmann, dem Meteorologen und Wetter-Moderator Özden Terli, dem Kommunikationswissenschaftler Michael Brüggemann, der Journalistin und Autorin Tanja Busse sowie dem Meteorologen und Klimaforscher Mojib Latif. Das Buch erschien am 5. Mai 2022 im Oekom Verlag.

## Rezeption
Transformationsforscherin Maja Göpel stellte die Petition und Idee für eine Sendung „Klima vor acht“ im Gespräch mit Harald Welzer bei „Alles könnte gut sein“ vor.
Der Wissenschaftsjournalist Ranga Yogeshwar befürwortet die Idee einer Sendung „Klima vor acht“ mit regelmäßiger Klimaberichterstattung. Er sieht die Journalisten in der Pflicht, aufzuklären.
Die Umweltministerin Svenja Schulze bezeichnet die Idee für ein Format wie „Klima vor acht“ im Programm der öffentlich-rechtlichen Sendeanstalten als „sinnvoll“. Die Kritik, Klimaberichterstattung sei Werbung für Bündnis 90/Die Grünen, sei falsch.

## Kritik
Der ehemalige ZDF-Intendant Thomas Bellut sprach sich 2021 gegen ein „Klima vor Acht“ Format aus: „Ich finde es falsch, so etwas vorzugeben. Damit macht man auch Politik. Ist das unsere Aufgabe? Nein. Wir sollen informieren. Aber das ist schon eine Bewertung.“
Die NZZ bezeichnet 2023 die ARD Programmanalyse von „Klima vor Acht“ als problematisch: „nicht in erster Linie, weil ein Klimaaktivist daran beteiligt war, sondern weil die Autoren zum Teil fragwürdige Massstäbe anlegen.“ In einer eigenen Datenanalyse kommt die NZZ zu einem anderen Ergebnis als die Aktivisten. Demnach würde das Klima im Jahr 2019 in mehr als der Hälfte aller Hauptsendungen der «Tagesschau» erwähnt – und damit deutlich häufiger als andere wichtige Themen, die Deutsche in Umfragen regelmäßig als ihre «grössten Sorgen» angeben.

## Auszeichnungen
Der Gesamtverband der Deutschen Versicherungswirtschaft zeichnete KLIMA° vor acht am 10. November 2021 mit dem ersten GDV-Nachhaltigkeitspreis aus.
Die Stiftung Digitale Chancen und Meta zeichneten KLIMA° vor acht am 16. November 2021 mit dem dritten Platz beim Smart Hero Award in der Rubrik „Ökologisch Wirtschaften“ aus.
Das Medienmagazin DWDL zeichnete KLIMA° vor acht am 7. Dezember 2021 als „Bildschirmheld“ aus. KLIMA° vor acht habe wie wenige andere Organisationen zur Verbesserung des Fernsehjahres 2021 beigetragen.